# ホテルインターコンチネンタル東京ベイ
ホテルインターコンチネンタル東京ベイ（ホテルインターコンチネンタルとうきょうベイ、Inter Continental Tokyo Bay）は、東京都港区海岸にある24階建ての高級ホテル。

## 概要
都などが出資する第三セクターであった竹芝地域開発が整備し、東京都ウォーターフロント再開発における第一号プロジェクト「ニューピア竹芝」の一角に、1995年（平成7年）9月1日に開業した。
セゾングループがインターコンチネンタルホテルズグループを買収した1980年代後半から開業が計画され、運営は当初、西友子会社だったホスピタリティ・ネットワーク（現：ベストホスピタリティーネットワーク）が行っていたが、2011年（平成23年）、ツカダ・グローバルホールディングが傘下会社を通じ、ホスピタリティ・ネットワークの経営権を握り運営を始め、順次ホテルの改装を進めた。
高速インターネット通信完備のエグゼクティブフロア「クラブ インターコンチネンタル フロア」を含む全339室に浴槽とシャワーブースが両方付いている。展望はベイビューとリバービューの2方角ある。9つのレストラン&バー、15の宴会場、ビジネスセンターなどを完備している。

## 客室
- 20階 - 23階　クラブ インターコンチネンタル フロア　・・・2013年に部屋を全面改装し、更にファーストクラスのサービスを謳い文句に、ベッドやシーツなどの寝具が全面改良された。クラブラウンジも改良している。
  - 23階 - 24階　一部クラブルームがデザイナーズ スイート＆ルームとなっている。
- 18階 - 19階　エグゼクティブフロア　・・・クラブインターコンチネンタルフロアと同等の寝具や室内備品を導入し、シェフズライブキッチンでの朝食が必ずセットになったフロア。
- 16階 - 17階　レギュラーフロア
- 14階 - 15階　エグゼクティブフロア（2020年改装）
- 10階 - 13階　デラックスフロア（2020年改装）
- 8階 - 9階　レギュラーフロア

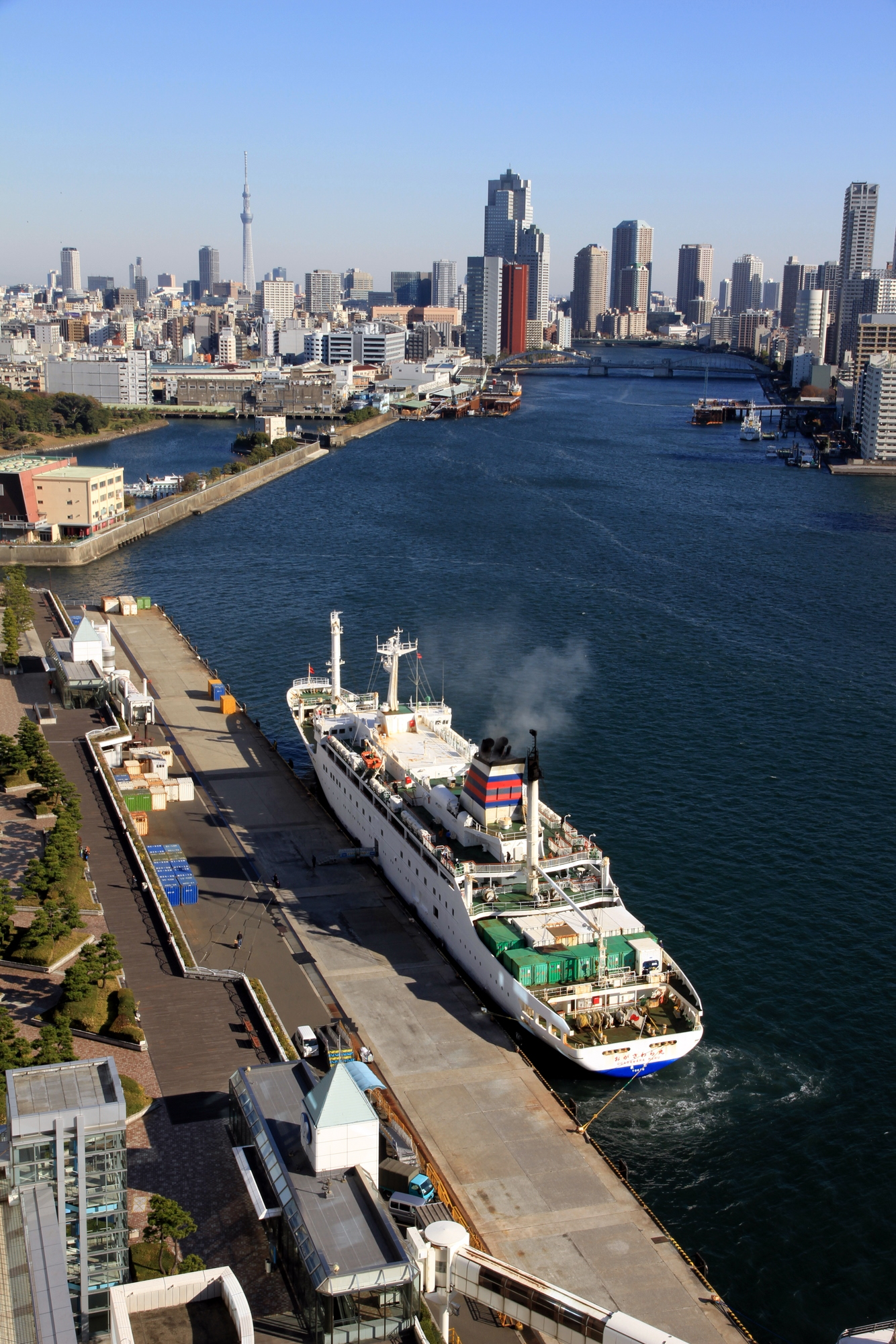
スカイツリービューの一例(2012/12)
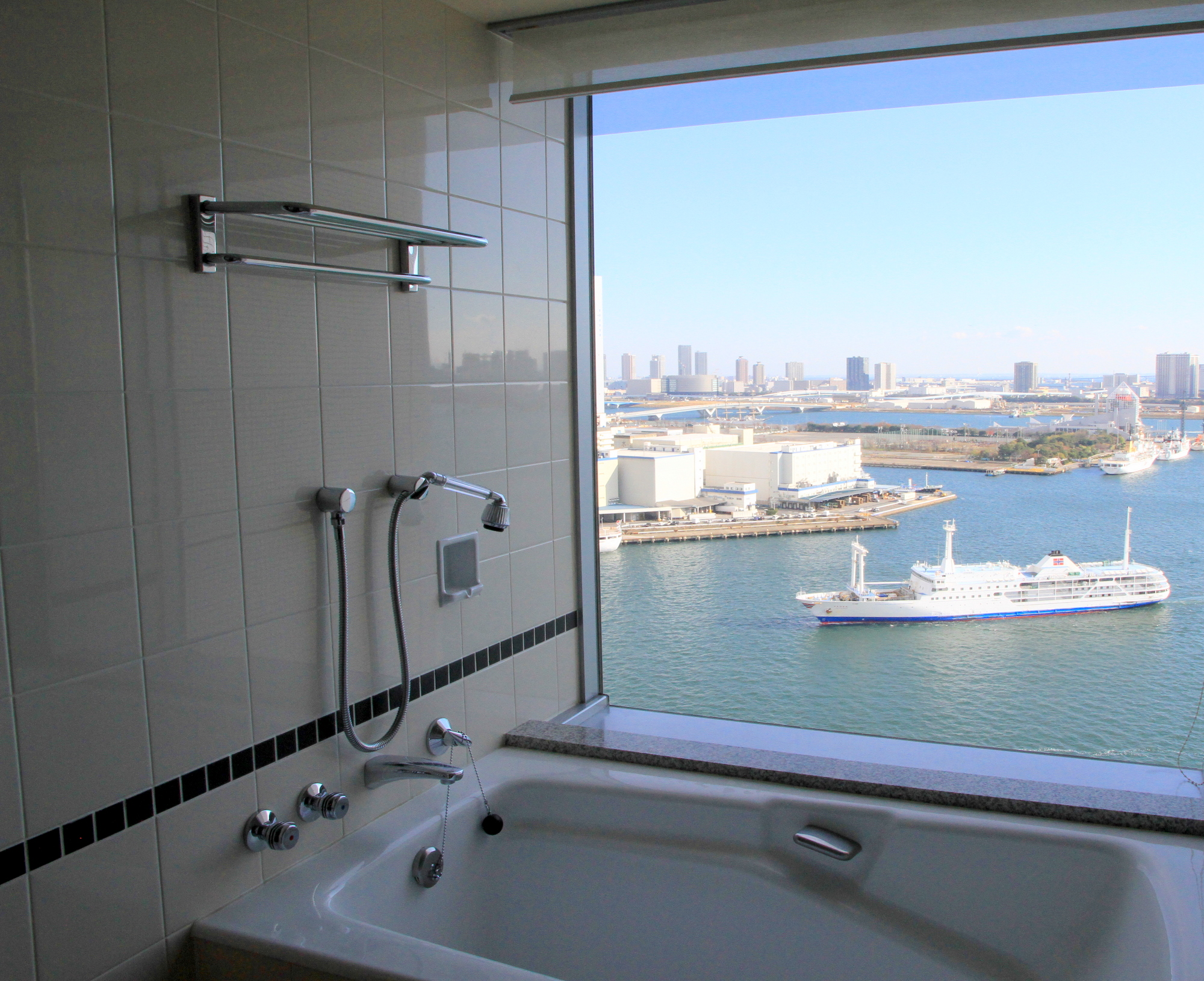
ビューバスからの景観(2012/12)

## 設備
レストラン
- ラ・プロヴァンス
- ニューヨークラウンジ
- ハドソンラウンジ / アンバー
- ジリオン
- 鉄板焼 匠
- N.Y.ラウンジブティック
- シェフズ ライブ キッチン
- ハーバービューテラス （イベントレストラン）
- インルームダイニング （ルームサービス）

その他
- フィットネスルーム、宴会場、美容室など

## アクセス
- 鉄道
  - ゆりかもめ東京臨海新交通臨海線竹芝駅よりホテル直結徒歩1分
  - JR山手線・京浜東北線・東京モノレール浜松町駅より徒歩8分
  - 都営地下鉄大江戸線・都営地下鉄浅草線大門駅より徒歩10分
- バス
  - 成田国際空港から東京空港交通のリムジンバスが運行されている。
  - 浜松町駅に隣接する浜松町バスターミナル、および品川駅港南口からホテルを結ぶ無料送迎バスは2020年6月1日から休止している[4]。

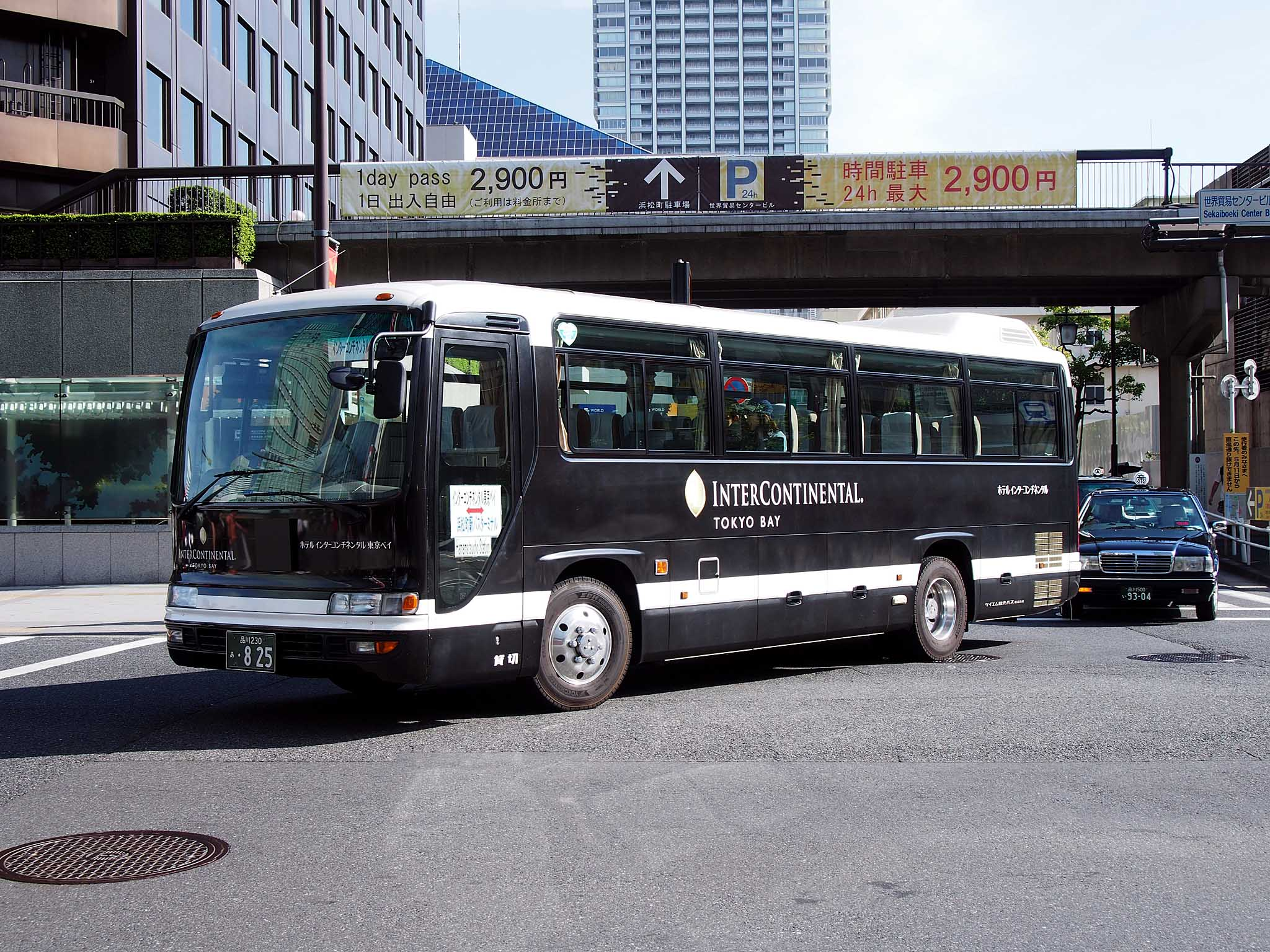
浜松町バスターミナルからの送迎バス
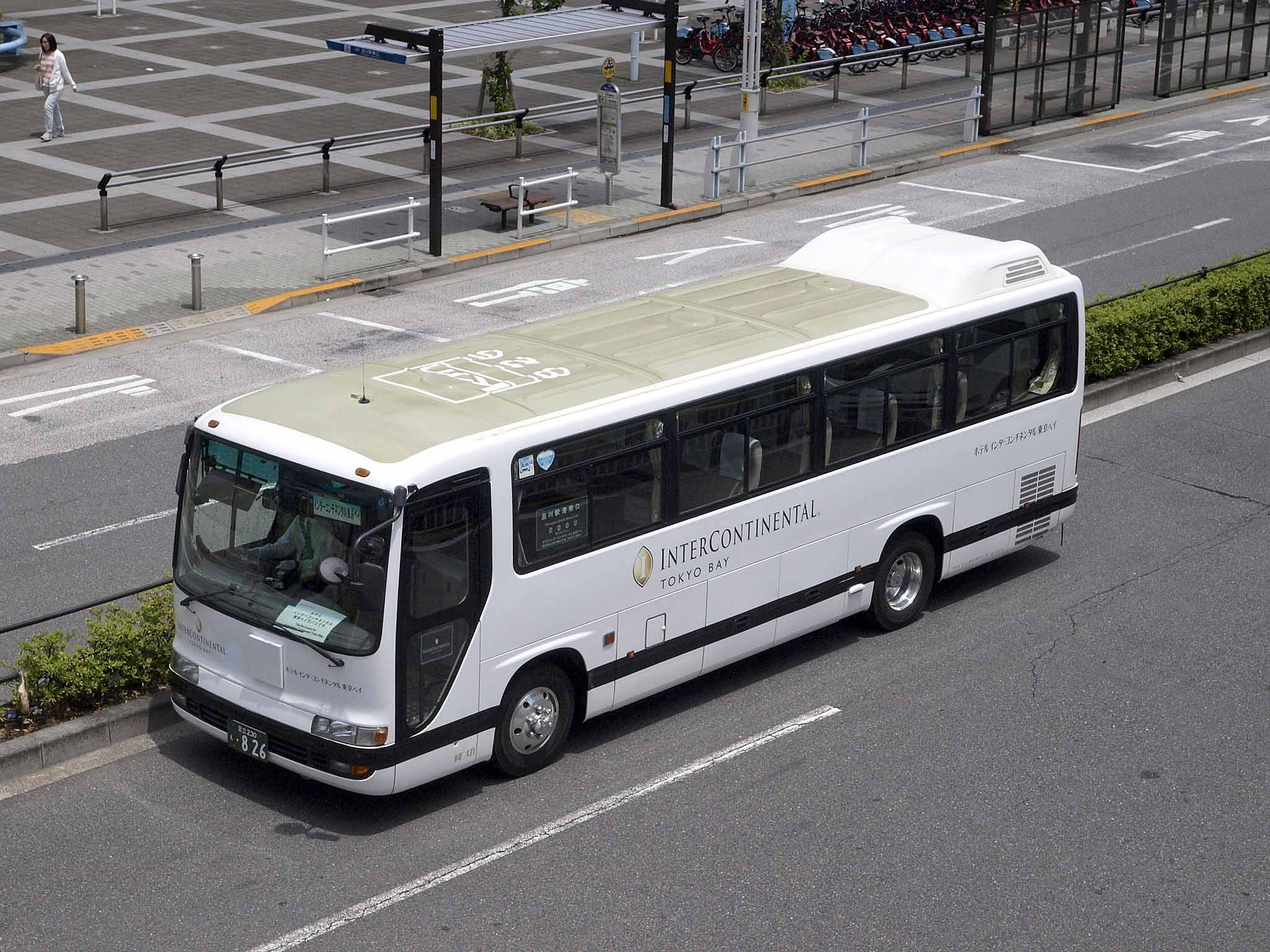
品川駅からの送迎バス